# DC-SIGN
DC-SIGN (Dendritic Cell-Specific Intercellular adhesion molecule-3-Grabbing Non-integrin; CD209) — мембранный белок, рецептор, продукт гена CD209. Является C-лектиновым рецептором и присутствует на поверхности макрофагов и дендритных клеток. Макрофагальный DC-SIGN распознаёт маннозо-содержащие углеводы, которые относятся к классу молекулярных паттернов, связанных с патогенами, и, таким образом, белок относится к рецепторам опознавания паттерна. Связывание белка с патогенами активизирует их фагоцитоз. На миелоидных и пре-плазмоцитоидных дендритных клетках DC-SIGN опосредует их слабые взаимодействия с эндотелиальными клетками и активизирует CD4+ T-лимфоциты, а также распознавание молекулярных паттернов, связанных с патогенами.

## Функции
DC-SIGN — лектин типа C, обладающий высокой аффинностью к молекуле клеточной адгезии ICAM3. DC-SIGN связывается с различными микроорганизмами за счёт распознавания на их поверхности гликопротеинов, содержащих остатки маннозы. В частности, он действует как рецептор нескольких вирусов, включая вирус иммунодефицита человека and гепатита C. Однако, связывание DC-SIGN дендритных клеток с этими вирусами может способствовать заражению ими T-лимфоцитов. Таким образом, связывание с DC-SIGN является важным этапом в процессе инфицирования ВИЧ.
Кроме этого, было обнаружено, что DC-SIGN может модулировать толл-подобные рецепторы, хотя механизм этого действия не выяснен. DC-SIGN, как и другие лектины C-типа, участвует в распознавании опухолевых клеток дендритными клетками, поэтому рассматривается как потенциальная мишень для противоопухолевой вакцины, основанной на использовании дендритных клеток.